# Patro Eisden Maasmechelen
Patro Eisden Maasmechelen, abreviado Patro Eisden, es un equipo de fútbol de Bélgica de la ciudad de Maasmechelen en la provincia de Limburgo. Está afiliado a la Real Asociación Belga con el número de matrícula 3434 y tiene el morado y el blanco como sus colores. Actualmente juega en la Segunda División de Bélgica, la segunda liga de fútbol más importante del país.

## Historia
El nombre original del club, creado en 1938 por el capellán Maurice Van Schoenbeek (párroco de Leopoldsburg), era VV Patro Eisden, donde Patro indica que este club era un club de patrocinio. Van Schoenbeek fundó el club para evitar que los jugadores jóvenes talentosos fueran reclutados por equipos circundantes. VV Patro Eisden fue incluido en la Real Asociación Belga de Fútbol el 10 de julio de 1942 y recibió el número de matrícula 3434. Con un equipo de juego entusiasta, Patro logra ya después de 4 años ser campeón por primera vez y forzar así un ascenso a 3° provincial. 
Menos de 10 años después de la fundación del club, ya había ascendido 5 veces (1947, 1948, 1950, 1951) y ya jugaba en Tercera. Aquí el nivel era, por supuesto, mucho más alto que en la serie inferior. Esto no impidió que el club estuviera al frente de la clasificación. En 1956 con el entrenador Souvereyns ascendió a Segunda por primera vez. Todo un logro, pero querían más.
En 1960 estaba a un partido de ascender a Primera División. Para ello había que ganar al Círculo de Brujas. El partido se jugó en el campo del KV Mechelen, donde Patro derrotó al Círculo por 2-1, y ascendió así a la máxima división, lo que supuso un hito en la historia del club. En la temporada 1960-1961, también logra su récord de espectadores en un partido en casa, nada menos que 9000 espectadores acuden al partido entre VV Patro Eisden y Standard Liège. Esto significa que el estadio de Kastanjelaan está casi lleno. Marcel Verachtert se convierte en el jugador con mayor número de partidos en Primera división con la camiseta morada, jugando 30 partidos y marcando 6 goles.
El cuento de hadas en primera duró poco, pues después de una temporada se desciende a Segunda, donde permanecería 9 años, y luego en 1970 se descendió aun más a Tercera.
En 1975, Eisden volvió a Segunda. Tres campañas después volvieron a descender a Tercera. Leo Canjels fue el entrenador entre 1975 y 1977.
En 1981 desciende a Cuarta división después de que Witgoor Dessel y FC Turnhout presentaran una notificación de objeción contra Patro. Tras una temporada recuperó su lugar en la Tercera.
En 1984 asciende de nuevo a Segunda. En 1988 bajo el mando del entrenador Canjels incluso logró un 3er lugar en Segunda, lo que les dio derecho a jugar en la ronda final. Por segunda vez en la historia de había una perspectiva de fútbol de 1ª división, pero fue Lierse SK quien ganó esta ronda final.
Tras una estancia de 8 años en Segunda división, Patro desciende. En 1994 vuelve de nuevo a Segunda bajo el impulso del entrenador Lei Clijsters, pero el interés del público nunca fue como antes. Algunos de los seguidores aún no han encontrado el camino de regreso a Kastanjelaan, en parte bajo la influencia del fuerte ascenso de Racing Genk.
En 1998, Patro Eisden cambió de nombre a Koninklijke Maasland Maasmechelen, a través del cual Maasland espera poder combinar las fuerzas del fútbol en Maasland en un buen equipo de liga. El entrenador Billen, asistido por Paul Lambrights, vuelve a intentar cautivar a los espectadores con un fútbol ofensivo, juvenil y atractivo. Su enfoque le da a Maasland una tarjeta de presentación que puede servir como ejemplo para muchos otros equipos.
En la temporada 1999-2000 Mathy Billen es el entrenador del jovencísimo equipo de Maasland. Maasland Maasmechelen será la revelación de la temporada y por un momento incluso parece que los morados estarán clasificados para la ronda final. Al final, Maasland termina en décimo lugar. 
El tándem Paul Lambrights-Guy Winkels se hizo cargo en la temporada intermedia. La partida de algunos jóvenes forzudos hará que esta temporada sea más difícil en lo deportivo, pero traerá consuelo económico. Con el holandés Delwarte, Maasland trae a un joven portero prometedor, que lleva muchos puntos importantes a lo largo de la temporada. Maasland finalmente termina en el puesto 13. Por segunda temporada consecutiva, Patro ve partir a sus fuertes titulares. Con el extremo Wagemakers (Westerlo) y el máximo goleador Marcos Pereira (STVV), se marchan los últimos jugadores de la generación dorada que estuvo a las órdenes de Mathy Billen. Gregory Delwarte (Bergen) también consigue inmediatamente un billete en primera clase.
El nombre K. Maasland Maasmechelen cambia a Koninklijke Patro Maasmechelen. Se está concluyendo una asociación con el equipo de primera división holandés Roda JC de Kerkrade. Patro vuelve a cambiar de entrenador, Guy Winkels asumirá la dirección deportiva junto a Patrick Vroonen. A 10 jornadas del final, Winkels es apartado por Frans Van Balkom, pero los resultados no mejoran con el holandés. En última instancia, es Lei Clijsters quien entrenará al equipo en los últimos días de la temporada, pero para entonces ya se había descendido. Se acaba la temporada 2001-2002 colista, pero se queda en Segunda división por problemas económicos de otros clubes.
Clijsters pasó la antorcha a Patrick Vroonen fuera de temporada. Patro se mudará al nuevo estadio en Kolenmijn Limburg Maaslaan. Sin embargo, aquí también faltan los logros deportivos, y Patro vuelve a terminar último. Pero nuevamente las dificultades financieras (en KV Mechelen y SK Lommel) salvaron al club de Maasland.
Patro se muestra ambicioso en la preparación y atrae nada menos que a 12 jugadores. La directiva quiere que el equipo aspire a la zona alta de la categoría. El entrenador Claesen pone en pie a un equipo sólido y cumple con los requisitos de la junta. Lleva a Patro al octavo lugar en la clasificación, a solo un respiro de la ronda final. Sin embargo, las ambiciones de la directiva van más allá y Claesen es cambiado por el entrenador del Turnhout, Fuat Capa, al final de la temporada.
Con Philippe Mesmaekers también habrá un entrenador de porteros sucesor de Fred Hermans. Patro trae muchos refuerzos, incluido el delantero Vedran Pelic. Por lo tanto, la ambición es la 'ronda final'. Después de unos días de juego, Patro ve salir a Black Pearl Utaka, reemplazado inmediatamente por Richard Offiong. En octubre, el congoleño Honoré Kabongo también reforzará las filas. A principios de noviembre, Patro asciende desde el sexto lugar en la clasificación. En los 1/16 de final de la copa, queda eliminado frente al Standard Liège. Después del Año Nuevo, llega el malestar: se produce un éxodo de jugadores e incluso del entrenador Capa (hacia el rival KBHZ). René Trost será el nuevo entrenador y algunos jugadores también serán reemplazados. En marzo cae el telón para Patro Maasmechelen. El club entra en liquidación, por lo que queda enterrado a los 62 años. Tendrá que salir una serie más abajo en la próxima temporada y cambiará su nombre de nuevo a Patro Eisden Maasmechelen. Al final, el club también caerá al final de la clasificación desde el punto de vista deportivo, por lo que incluso bajará al ascenso... Un punto bajo en la rica historia del club.
Patro Eisden Maasmechelen comienza con un borrón y cuenta nueva en el grupo C de Cuarta. Solo unos pocos jugadores, incluido el capitán Marco Caramel, el portero Tom Grootaers y el mediocampista Jared Colla, permanecen en el club. Con Nico Claesen, el entrenador más exitoso de los últimos año, se regresa al Parque Deportivo Municipal. Está armando un equipo completamente nuevo, y está ardiendo de ambición al comienzo de la nueva temporada. Sin embargo, el -9 con el que Patro arranca la competición supone un pesado lastre. El equipo tarda hasta la 10.ª jornada en llegar a 0 puntos. Entonces se empieza a sumar puntos. Se agregarán 4 jugadores en el mercado de invierno: los defensas centrales Raf Plessers y Maarten Duisters y el delantero Martijn Plessers vienen del KVSK United. Jurgen Vandeurzen regresa después de una temporada y media. Michel Noben apuesta por un comité deportivo que buscará jugadores de la zona. Por ejemplo, el ex internacional Jacky Peeters se unirá a las filas en marzo. Al final se logra la salvación. El dúo de delanteros Karabulut-Baidjoe, juntos con casi 35 goles, obliga a una transferencia a un nivel superior.
En 2007-2008 Patro juega su 3ª temporada en Cuarta. Está invicto en los últimos 14 partidos de la temporada y juega la última jornada. Patro ya ha sido eliminado en el primer partido de la ronda final. Rupel-Boom (quien eventualmente también gana la ronda final) es demasiado grande para Purple & White. Patro está en posesión del máximo goleador de la serie esta temporada. Soeris Baidjoe llenó la red 25 veces. Patro finaliza 2º esta temporada con 55 puntos. El campeón Hoogstraten tiene 10 puntos más.
La temporada 2008-2009 es la 4ª temporada de Patro en ascenso. Después de 3 años, se decide no seguir trabajando con el entrenador Nico Claesen. Michel Noben, entrenador asistente de Nico Claesen la temporada pasada, se convertirá en el nuevo entrenador en jefe esta temporada. Se inicia la temporada con un triunfo por 1-2 en campo de Thes Sport. El primer partido de la temporada en casa se convertiría en un referente porque en la segunda jornada se enfrenta a uno de los favoritos al título, el KSK Hasselt. Patro recibió 3 tarjetas rojas durante este partido y tuvo que ceder ante el KSK Hasselt en el minuto 62 (resultado final 0-1). Simplemente no logra llegar a lo más alto de la clasificación. Solo después de 10 jornadas, los Morados y Blancos logran cerrar la portería a cero y no perder 7 partidos seguidos. Desafortunadamente, la cima de la tabla se ha alejado tanto que solo puede acercarse a 8 puntos incluso después de una racha tan buena. Después de ésta, se tropieza incomprensiblemente más y más. El entrenador Noben decide tirar la toalla después de 6 partidos sin ganar. El entrenador asistente Jacky Peeters decide hacerse cargo de su tarea hasta el final de la temporada. Se acaba noveno en la clasificación con 41 puntos. Esta temporada, lamentablemente, no logra jugar la ronda final como la temporada pasada. KSK Heist juega como campeón esta temporada, Hasselt asciende a través de la ronda final, KVVVM desciende a la serie provincial junto con Seraing y Thes Sport.
Durante la temporada 2009-2010, Robert Stevens regresará como presidente y trae a varios jugadores del Breinig alemán. Estos jugadores deben asegurarse de que se pueda ascender. Guy Claes fue designado entrenador durante esta temporada. En la Copa de Bélgica, Patro fue eliminado en la tercera ronda por Spouwen-Mopertingen. También se pierde su comienzo ya que el partido inaugural en Leopoldsburg se perdió 2-1. Durante el parón invernal Patro es 5º en el ranking a 7 puntos del entonces líder Faymonville. Los Morados y Blancos optan por no reforzarse durante el parón invernal e intentan ir a por un precio con la medular actual. Desafortunadamente, Patro tampoco podrá promocionar esta temporada. Terminó en sexto lugar con 44 puntos. Geel-Meerhout y Faymonville juegan por el puesto de líder en el último día de juego. En última instancia, es Geel-Meerhout quien puede ganar y jugar al campeón.
El año que los seguidores de Morado y Blanco han estado esperando durante tanto tiempo, se asciende a Tercera. El presidente Robert Stevens trajo al dúo de entrenadores Schoefs y Beuls del Spouwen-Mopertingen y durante su primer año como entrenadores lograron hacer lo que sus predecesores no lograron. Desde el comienzo de la temporada, Patro estuvo en lo más alto de la clasificación y una vez que tomó la delantera, no lo soltó. Semanas antes del final de la competencia, Patro jugaba de campeón. Patro anotó nada menos que 74 puntos en este campeonato. Patro Eisden ganó el título y estaba listo para ir a la 3.ª nacional.
La temporada 2011-2012 es la primera temporada de Patro en Tercera. Los entrenadores Schoefs y Beuls están comenzando su segunda temporada con los Morados. Desafortunadamente, Patro subestimó la tercera nacional porque nuestro equipo campeón de la cuarta nacional tiene que luchar contra el descenso toda la temporada. Patro solo logra salvarse en el penúltimo partido. El Purple & White terminó en el puesto 14 en la clasificación. Debido a estos resultados, el presidente Stevens decide finalizar la colaboración con los capacitadores Schoefs y Beuls.
La temporada 2012-2013 es la primera temporada del entrenador Eric Eurlings. Se tiene una buena temporada y termina en tercer lugar en la clasificación. El máximo goleador, Romero Regales, pudo anotar 24 goles. Debido a los buenos resultados, Patro disputó la última vuelta para ascender a Segunda. En la primera eliminatoria se elimina a Bocholt sin problemas.
El segundo oponente, Racing Mechelen, hizo que el sueño de jugar en Segunda se hiciera añicos nuevamente. Así que se jugará en Tercera la próxima temporada.
En la temporada 2013-2014 se gana la ronda final y sube a Segunda División. En esta ronda final, Patro eliminó a Hoogstraten VV y Union Saint-Gilloise.
La temporada 2014-2015 es la primera temporada de vuelta en Segunda nacional. Empieza bien la temporada y hasta puede ganar en Lommel. En el transcurso de la temporada parece que el mejor equipo de la Tercera nacional no es lo suficientemente fuerte para la Segunda. Patro se hunde al fondo de la clasificación. Debido a que algunos equipos no obtienen su licencia, Patro puede quedarse en Segunda. Patro no extenderá el contrato del entrenador Eurlings después de esta temporada.
Durante la temporada 2015-2016, Drazen Brncic se convirtió en nuestro entrenador. Patro comenzó la temporada con algunos jugadores profesionales, pero estos jugadores no dieron lo que se esperaba. En la Copa de Bélgica, Patro recibió en casa al Club Brugge (derrota 0-4). Durante las vacaciones de invierno, el entrenador Brncic fue reemplazado por Nico Claesen. Varios jugadores del equipo campeón dejarán el club al final de esta temporada (Sroka, Hustinx, Battista, Geurden,...). Robert Stevens renunció como presidente de Patro.
Patro inicia la temporada 2016-2017 sin la ayuda de Robert Stevens. Los otros miembros de la junta toman el relevo. Nico Claesen sigue siendo entrenador jefe y Rikie Broeckx su ayudante. Los resultados no son buenos y en agosto Broeckx ocupó el lugar de Claesen. En noviembre, el club es adquirido por el grupo de inversión chino-británico del Sr. Woo Wayne. Woo despidió a Broeckx y nombró a Guido Brepoels como entrenador. El resto del cuerpo técnico también dimitió en solidaridad con Broeckx. Brepoels no siguió siendo el entrenador por mucho tiempo. Después de varias derrotas seguidas, también fue destituido. Danny Boffin reemplazó a Brepoels. Boffin terminó la temporada ganado los 4 últimos partidos. Terminó en el octavo lugar de la clasificación.
Durante la temporada 2017-2018, Wayne Woo sigue siendo presidente. Fue una temporada turbulenta con muchas derrotas y muchos jugadores extranjeros. Boffin comenzó la temporada. Posteriormente, Brepoels se hizo cargo de nuevo.
Al final de la temporada, Stijn Stijnen fue nombrado nuevo entrenador. Se acaba colista y desciende.
Comenzamos la temporada 2018-2019 con Wayne Woo todavía como presidente. Se empieza la competición con dificultad y con un 4 sobre 12 puntos. En octubre Woo vendió el club al empresario holandés-iraní Salar Azimi. El entrenador Stijn Stijnen y Salar Azimi se aseguraron de que Patro se salvara de la bancarrota. Un viento fresco soplaba en el club e inmediatamente la experiencia vuelve a ser más fuerte y hay gente trabajadora detrás de escena para que todo salga bien.
Stijnen pudo realizar de inmediato su ambición deportiva y se asciende a Primera División Aficionada.
La red de Stijn Stijnen de 2019, y especialmente su ambición deportiva, se refleja de inmediato en resultados concretos y se sitúa entre los 3 primeros de la categoría. Las vacaciones de invierno causaron una pequeña caída al quinto lugar cuando apareció el Coronavirus y se detuvo la competición.
Se retiró la solicitud de licencia del 1B para seguir trabajando en la profesionalización del club y no saltarse ningún paso de cara al futuro. Sin embargo, además de este molesto virus, se tomaron las medidas correctas, incluida la aprobación del inicio de la construcción de una verdadera academia juvenil, para que los jóvenes también vinieran al complejo principal, así como el desarrollo del personal técnico como la expansión con gente nueva para el extra deportivo.
En la temporada 2022-23 consigue el ascenso a la Challenger Pro League.
En la temporada 2024-25 jugó el play-off de ascenso a Primera, ganado a SK Beveren, la semifinal contra Lokeren y perdió la final contra Cercle Brujas por un global de 8-2.

## Clubes Afiliados
- Roda JC (2001-)

## Resultados
| como Patro Eisden                          |    |    |     |     |     |                                                          |                                                          | |                                        |
| 1947/48                                    |    |    |     |     | 4   | Segunda prov. Limb.                                      | 36                                                       | |                                        |
| 1948/49                                    |    |    |     |     | 5   | Segunda prov. Limb.                                      | 31                                                       | |                                        |
| 1949/50                                    |    |    |     |     | 1   | Segunda prov. Limb.                                      | 47                                                       | |                                        |
| 1950/51                                    |    |    |     | 3   |     | Tercera C                                                | 35                                                       | |                                        |
| 1951/52                                    |    |    |     | 3   |     | Tercera D                                                | 40                                                       | |                                        |
|                                            | I  | I  | II  | III | IV  | desde 1952/53 hay 4 niveles nacionales                   | desde 1952/53 hay 4 niveles nacionales                   | desde 1952/53 hay 4 niveles nacionales | desde 1952/53 hay 4 niveles nacionales |
| 1952/53                                    |    |    |     | 8   |     | Tercera A                                                | 29                                                       | |                                        |
| 1953/54                                    |    |    |     | 8   |     | Tercera B                                                | 29                                                       | |                                        |
| 1954/55                                    |    |    |     | 2   |     | Tercera A                                                | 40                                                       | |                                        |
| 1955/56                                    |    |    |     | 1   |     | Tercera B                                                | 42                                                       | |                                        |
| 1956/57                                    |    |    | 13  |     |     | Segunda Div.                                             | 27                                                       | |                                        |
| 1957/58                                    |    |    | 8   |     |     | Segunda Div.                                             | 30                                                       | |                                        |
| 1958/59                                    |    |    | 13  |     |     | Segunda Div.                                             | 24                                                       | |                                        |
| 1959/60                                    |    |    | 2   |     |     | Segunda Div.                                             | 39                                                       | |                                        |
| 1960/61                                    | 16 | 16 |     |     |     | Primera Div.                                             | 18                                                       | |                                        |
| 1961/62                                    |    |    | 9   |     |     | Segunda Div.                                             | 29                                                       | |                                        |
| 1962/63                                    |    |    | 7   |     |     | Segunda Div.                                             | 29                                                       | |                                        |
| 1963/64                                    |    |    | 6   |     |     | Segunda Div.                                             | 31                                                       | |                                        |
| 1964/65                                    |    |    | 11  |     |     | Segunda Div.                                             | 28                                                       | |                                        |
| 1965/66                                    |    |    | 10  |     |     | Segunda Div.                                             | 28                                                       | |                                        |
| 1966/67                                    |    |    | 13  |     |     | Segunda Div.                                             | 23                                                       | |                                        |
| 1967/68                                    |    |    | 5   |     |     | Segunda Div.                                             | 35                                                       | |                                        |
| 1968/69                                    |    |    | 10  |     |     | Segunda Div.                                             | 28                                                       | |                                        |
| 1969/70                                    |    |    | 15  |     |     | Segunda Div.                                             | 23                                                       | |                                        |
| 1970/71                                    |    |    |     | 2   |     | Tercera A                                                | 37                                                       | |                                        |
| 1971/72                                    |    |    |     | 2   |     | Tercera B                                                | 44                                                       | |                                        |
| 1972/73                                    |    |    |     | 3   |     | Tercera A                                                | 46                                                       | |                                        |
| 1973/74                                    |    |    |     | 5   |     | Tercera A                                                | 39                                                       | |                                        |
| 1974/75                                    |    |    |     | 1   |     | Tercera B                                                | 43                                                       | |                                        |
| 1975/76                                    |    |    | 6   |     |     | Segunda Div.                                             | 33                                                       | |                                        |
| 1976/77                                    |    |    | 2   |     |     | Segunda Div.                                             | 35                                                       | último en ronda final con 4 puntos |                                        |
| 1977/78                                    |    |    | 15  |     |     | Segunda Div.                                             | 18                                                       | |                                        |
| 1978/79                                    |    |    |     | 7   |     | Tercera B                                                | 32                                                       | |                                        |
| 1979/80                                    |    |    |     | 2   |     | Tercera B                                                | 39                                                       | |                                        |
| 1980/81                                    |    |    |     | 2   |     | Tercera B                                                | 43                                                       | descenso a Cuarta división por fraude de competición |                                        |
| 1981/82                                    |    |    |     |     | 1   | Cuarta C                                                 | 47                                                       | |                                        |
| 1982/83                                    |    |    |     | 5   |     | Tercera B                                                | 35                                                       | |                                        |
| 1983/84                                    |    |    |     | 1   |     | Tercera B                                                | 42                                                       | |                                        |
| 1984/85                                    |    |    | 11  |     |     | Segunda Div.                                             | 27                                                       | |                                        |
| 1985/86                                    |    |    | 7   |     |     | Segunda Div.                                             | 32                                                       | |                                        |
| 1986/87                                    |    |    | 11  |     |     | Segunda Div.                                             | 26                                                       | |                                        |
| 1987/88                                    |    |    | 3   |     |     | Segunda Div.                                             | 34                                                       | tercero en ronda final con Eendracht Aalst, KRC Harelbeke y Lierse SK con 4 puntos |                                        |
| 1988/89                                    |    |    | 6   |     |     | Segunda Div.                                             | 31                                                       | |                                        |
| 1989/90                                    |    |    | 9   |     |     | Segunda Div.                                             | 30                                                       | |                                        |
| 1990/91                                    |    |    | 12  |     |     | Segunda Div.                                             | 26                                                       | |                                        |
| 1991/92                                    |    |    | 15  |     |     | Segunda Div.                                             | 22                                                       | |                                        |
| como Koninklijke Patro Eisden              |    |    |     |     |     |                                                          |                                                          | |                                        |
| 1992/93                                    |    |    |     | 4   |     | Tercera B                                                | 36                                                       | |                                        |
| 1993/94                                    |    |    |     | 1   |     | Tercera B                                                | 50                                                       | |                                        |
| 1994/95                                    |    |    | 14  |     |     | Segunda Div.                                             | 25                                                       | |                                        |
| 1995/96                                    |    |    | 13  |     |     | Segunda Div.                                             | 41                                                       | |                                        |
| 1996/97                                    |    |    | 12  |     |     | Segunda Div.                                             | 40                                                       | |                                        |
| 1997/98                                    |    |    | 14  |     |     | Segunda Div.                                             | 36                                                       | |                                        |
| como Koninklijke Maasland Maasmechelen     |    |    |     |     |     |                                                          |                                                          | |                                        |
| 1998/99                                    |    |    | 12  |     |     | Segunda Div.                                             | 37                                                       | |                                        |
| 1999/00                                    |    |    | 10  |     |     | Segunda Div.                                             | 50                                                       | |                                        |
| 2000/01                                    |    |    | 13  |     |     | Segunda Div.                                             | 37                                                       | |                                        |
| como Koninklijke Patro Maasmechelen        |    |    |     |     |     |                                                          |                                                          | |                                        |
| 2001/02                                    |    |    | 18  |     |     | Segunda Div.                                             | 30                                                       | derrota en la ronda final de descenso de semifinales contra KV Oostende, pero se mantiene debido a denegaciones de licencia a otros clubes en Primera y Segunda División                            |                                        |
| 2002/03                                    |    |    | 18  |     |     | Segunda Div.                                             | 24                                                       | tercero en la ronda final, luego de una derrota contra Oud-Heverlee Leuven y una victoria contra Wevelgem City, pero salvado debido a denegaciones de licencia a otros clubes en la serie más alta. |                                        |
| 2003/04                                    |    |    | 8   |     |     | Segunda Div.                                             | 49                                                       | |                                        |
| 2004/05                                    |    |    | 17  |     |     | Segunda Div.                                             | 37                                                       | descenso a Cuarta División - temporada finalizada en puesto de descenso y traspaso de patrimonio incorrecto a la nueva entidad sin ánimo de lucro                                                   |                                        |
| como Koninklijke Patro Eisden Maasmechelen |    |    |     |     |     |                                                          |                                                          | |                                        |
| 2005/06                                    |    |    |     |     | 12  | Cuarta C                                                 | 32                                                       | |                                        |
| 2006/07                                    |    |    |     |     | 9   | Cuarta C                                                 | 40                                                       | |                                        |
| 2007/08                                    |    |    |     |     | 2   | Cuarta C                                                 | 55                                                       | Ronda final vía ranking final y eliminado en primera ronda por Rupel Boom FC con 0-2 |                                        |
| 2008/09                                    |    |    |     |     | 9   | Cuarta C                                                 | 41                                                       | |                                        |
| 2009/10                                    |    |    |     |     | 6   | Cuarta C                                                 | 44                                                       | |                                        |
| 2010/11                                    |    |    |     |     | 1   | Cuarta C                                                 | 74                                                       | |                                        |
| 2011/12                                    |    |    |     | 14  |     | Tercera B                                                | 35                                                       | |                                        |
| 2012/13                                    |    |    |     | 3   |     | Tercera B                                                | 67                                                       | ronda final para el ascenso - Bocholter VV eliminado en la primera ronda (0-2 y 2-1) - eliminado en la siguiente ronda por Racing Mechelen (1-1 y 1-0)                                              |                                        |
| 2013/14                                    |    |    |     | 3   |     | Tercera B                                                | 62                                                       | ronda final: En la primera ronda exenta; en el segundo el Hoogstraten VV eliminado (3-0 y 1-2); Union Saint-Gilloise eliminado en tercera ronda (2-1 y 2-0)                                         |                                        |
| 2014/15                                    |    |    | 16  |     |     | Segunda Div.                                             | 26                                                       | descenso evitado al declararse en quiebra RAEC Mons |                                        |
| 2015/16                                    |    |    | 15  |     |     | Segunda Div.                                             | 24                                                       | eliminado en la Copa de Bélgica por el Club Brugge en los 16º de final (0-4) |                                        |
|                                            | 1A | 1B | 1Am | 2Am | 3Am | desde 2016-17 hay 3 divisiones nacionales y 2 regionales | desde 2016-17 hay 3 divisiones nacionales y 2 regionales | desde 2016-17 hay 3 divisiones nacionales y 2 regionales |                                        |
| 2016/17                                    |    |    | 10  |     |     | Primera Div. Afic                                        | 38                                                       | |                                        |
| 2017/18                                    |    |    | 16  |     |     | Primera Div. Afic                                        | 14                                                       | |                                        |
| 2018/19                                    |    |    |     | 1   |     | Segunda Div. Afic.                                       | 66                                                       | |                                        |
| 2019/20                                    |    |    | 5   |     |     | Primera Div. Afic                                        | 36                                                       | competición parada por Covid-19 |                                        |
| 2020/21                                    |    |    | 4   |     |     | División nacional 1                                      | 4                                                        | competición parada tras 4 jornadas por Covid-19 |                                        |
| 2021/22                                    |    |    | 6   |     |     | División nacional 1                                      | 46                                                       | |                                        |
| 2022/23                                    |    |    | 1   |     |     | División nacional 1                                      | 86                                                       | Ascenso a Segunda División |                                        |
| 2023/24                                    |    | 6  |     |     |     | Segunda Div.                                             | 51                                                       | |                                        |
| 2024/25                                    |    | 5  |     |     |     | Segunda Div.                                             | 49                                                       | perdió en la final del play-off de ascenso contra Círculo de Brujas |                                        |